# Finske medlemmer af Europa-Parlamentet 2004-2009
Dette er en liste over medlemmer af Europa-Parlamentet for Finland fra 2004 til valget i 2009, sorteret efter navn. Se Europa-Parlamentsvalget, 2004 (Finland) for valgresultaterne.
- Satu Hassi, Gröna förbundet (De Grønne/Den Europæiske Fri Alliance)
- Ville Itälä (Europæisk Folkeparti)
- Anneli Jäätteenmäki (Alliancen af Liberale og Demokrater for Europa)
- Piia-Noora Kauppi (Europæisk Folkeparti)
- Eija-Riitta Korhola (Europæisk Folkeparti)
- Henrik Lax (Alliancen af Liberale og Demokrater for Europa)
- Lasse Lehtinen, Finlands Socialdemokratiske Parti (De Europæiske Socialdemokrater)
- Riitta Myller, Finlands Socialdemokratiske Parti (De Europæiske Socialdemokrater)
- Reino Paasilinna, Finlands Socialdemokratiske Parti (De Europæiske Socialdemokrater)
- Sirpa Pietikäinen (Europæisk Folkeparti)
- Esko Seppänen (De Grønne/Den Europæiske Fri Alliance)
- Hannu Takkula (Alliancen af Liberale og Demokrater for Europa)
- Paavo Väyrynen (Alliancen af Liberale og Demokrater for Europa)
- Kyösti Virrankoski (Alliancen af Liberale og Demokrater for Europa)